# سيسيل براون (سياسي)
سيسيل براون (بالإنجليزية: Cecil Brown)‏ هو سياسي أمريكي، ولد في 22 يونيو 1944 في الولايات المتحدة. حزبياً، نشط في الحزب الديمقراطي. وقد انتخب عضو مجلس نواب مسيسيبي.